# أوربة (قبيلة)
قبيلة أوربة (بالأمازيغية: ⵏⵡⵔⴰⴱⴻⵏ) هي قبيلة أمازيغية من بطون البرانس، يرجع نسبها إلى «أورب بن برنس» حسب ابن خلدون، وهي قبيلة كسيلة بن لمزم.

## تاريخ
كانت أوربة ذات شوكة عظيمة عند الفتح الإسلامي يمتد نفوذها ومساكنها من طرابلس إلى طنجة وقد كان حاكمها قبل الفتح الإسلامي للمغرب الأقصى سكرديد بن زوغي بن بارزت ولي عليهم مدة ثلاثة وسبعين سنة وتوفي سنة إحدى وسبعين. ثم ولي عليهم كوسيلة بن لزم الأوربي فكان أميرا على البرانس كلها وهو من قتل عقبة بن نافع رضي الله عنه. وقد حسّن الإسلام قبيلة أوربة فدامت لها الوجاهة والإمارة في عهد ولاة بني أمية وبني العباس، إلى أن آوت إدريس بن عبد الله الكامل أواخر القرن الثاني الهجري، وهي يومها كانت صاحبة جاه وقوة وذات نفوذ بمنطقة زرهون، كانت سباقة، بإشارة رئيسها إسحاق بن محمد بن عبد الحميد الأوربي، إلى مبايعة إدريس بمدينة وليلي في 4 رمضان 789 هـ وتبعتها شعوب قبائل زناتة وبطونها من مغيلة وصدية وزواغة وسدراتة وغياثة ومكناسة وغيرها. وقد استوطن بعض أوربة مدينة فاس جملة من سكنها، من العرب والبربر، فكان بيتهم فيها من البيوتات الكبرى، كما استقرت بطون منهم بضواحي فاس عرفت باسم سطة ونيجة وكان منهم جميعاً علماء أجلة. وقد كانت مدينتين من المغرب والأندلس تعرف باسمها واندثرتا:
- أوربة المغرب قرب زرهون .
- أوربة الأندلس، وهي قصبة كورة جبان.

## أوربة الحالية
وتقطن فرقة من أوربة اليوم بنواحي مدينة تازا وتدعى وربة. ويقصد بهذا الكلام وربة التي توجد في قبيلة البرانس وتعتبر من بطونها القريبة من بن فتاح إحدى بطون البرانس أيضا.
ومن بطون (وربة الحالية)ها:
أولاد كنون - عين بيضة - فج الطاهر - عين الصالح - القطة - الخندق - أولاد عيسى - النخاخصة - شرفاء مرتيشة - تيلوزي - عبد خلقين.